# أنيش غيري
أنيش غيري (بالهولندية: Anish Giri)‏ ولد في 28 جوان 1994 بسانت بطرسبرغ روسيا وهو لاعب شطرنج هولندي حقق لقب أستاذ كبير في 30 جانفي 2009 بعمر 14 سنة و سبعة أشهر ويومين  ، احتل المركز الثاني في بطولة فايك أون زي 2014 مناصفة مع سيرغي كارياكن.
فاز ببطولة هولندا للشطرنج ثلاث مرات ( 2009 ، 2011 و 1012) ومثل هولندا في ثلاث أولمبياد (2010 ، 2012 ، 2014) ، وكان أحسن ترتيب له في 1 فيفري 2015 حيث احتل المركز الخامس في ترتيب الاتحاد الدولي للشطرنج بتصنيف 2797 و المركز الأول في هولندا.

## حياته الشخصية
ولد غيري في سانت بطرسبرغ يوم 19 جوان 1994 لوالد نيبالي الأصل يسمى سانجاي غيري وأم روسية تسمى أولغا غيري  ، انتقلت عائلته إلى سابورو اليابان في 2002 وعاشوا هناك حتى 2008 وعادو إلى هولندا واستقروا في مدينة ريسفيك حيث يعمل والده في مؤسسة للبحث والاستشارة و أمه مهندسة مدنية ، لديه أختان ناتاشا و أيوشا.
في 2013 أنهى دراسته الثانوية في مدرسة ميدل بار ، حيث كان يفضل دراسة الفيزياء والرياضيات والجغرافيا والتاريخ.

## مهارات واهتمامات أخرى
يتحدث غيري بطلاقة اللغة الهولندية والانجليزية والروسية و يحيط علما باللغة اليابانية والنيبالية و الألمانية[ ؟ ]  ، كما يحب كرة القدم وتنس الطاولة
في 2014 نشر غيري أول كتاب لع بعنوان "أعوام طفولتي في الشطرنج"

## روابط خارجية
- أنيش غيري على موقع الاتحاد الدولي للشطرنج (الإنجليزية)
- أنيش غيري على موقع مباريات الشطرنج (الإنجليزية)
- أنيش غيري على موقع 365Chess.com (الإنجليزية)
- أنيش غيري على موقع Chesstempo.com (الإنجليزية)
- أنيش غيري سجل أولمبياد الشطرنج على موقع OlimpBase.org (الإنجليزية)

الموقع الرسمي

صفحته على موقع الاتحاد الدولي للشطرنج
صفحته على موقع مباريات الشطرنج